# Daniel Carroll (rugbista)
Daniel Brendon Carroll (Melbourne, 17 de noviembre de 1888-Nueva Orleans, 5 de agosto de 1956) fue un geólogo, militar y rugbista estadounidense, nacido en Australia, que se desempeñó mayoritariamente como fullback. Fue internacional, de 1908 a 1920, con los Wallabies y las Águilas.
Ganó dos veces la medalla de oro, en el entonces rugby olímpico, siendo el único que lo hizo para dos países y en los Estados Unidos es considerado su mejor jugador en la historia. Desde 2016 es miembro del World Rugby Salón de la Fama. http://www.worldrugby.org/news/204487. Falta el |título= (ayuda)</ref>

## Biografía
Nació en el suburbio de Flemington en Melbourne, luego su familia se mudó a Sídney y allí se crio. Empezó a jugar rugby en la Universidad de Sídney, mientras estudiaba odontología.

### Estados Unidos
Llegó a los Estados Unidos en 1912 y por la gira de los Wallabies. Se enamoró de Estados Unidos y se estableció en California, donde se inscribió en la Universidad Stanford para estudiar geología.
Iniciada la Primera Guerra Mundial fue reclutado por el ejército; alistado en la infantería, sirvió en las Fuerzas Expedicionarias y enviado a luchar en Francia. Sobrevivió, fue galardonado con la Cruz por Servicio Distinguido y el Corazón Púrpura.
Luego de la guerra regresó a la universidad y se graduó en 1920. Viajó al Reino Unido donde realizó un posgrado en la Universidad de Oxford y en 1921 se incorporó a la Standard Oil, donde trabajó hasta su jubilación.
En 1927 se casó con Helen Warden y con ella tuvo un hijo, Daniel Jr. Enviudó y en 1941 se volvió a casar.

## Carrera

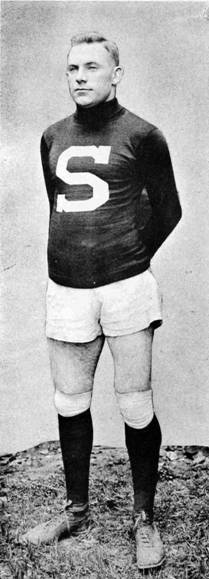
Jugando para Stanford Cardinal, 1917.

Al destacar en la universidad, fue elegido para los New South Wales Waratahs y jugó para ellos quince partidos. En 1908 enfrentó a los Leones Británicos e Irlandeses, que se encontraban realizando su séptima gira.

### Estados Unidos
Como estudiante universitario, jugó para el Stanford Cardinal de 1912 a 1920. Cuando el rugby fue abandonado, jugó fútbol americano.
También jugó al rugby en el ejército de los Estados Unidos y en 1919 participó en los Juegos Inter-Aliados de Soldados.

## Selección nacional
En los años 1908-1909 participó en la primera gira de la selección nacional australiana por Europa y América del Norte.
También jugó en los Juegos Olímpicos de Londres de 1908. Allí los australianos, representando a la entonces Australasia, derrotaron a los británicos 32-3. Como era el único partido de la competencia, significó que los jugadores de Australasia ganaron una medalla de oro.

### Wallabies
Hizo su debut en el partido de prueba en diciembre del mismo año contra los Dragones rojos. También fue incluido en el grupo de australianos durante otra <i id="mwVA">gira</i> por América del Norte en 1912, donde, entre otras cosas, jugó en el único partido de prueba de los Estados Unidos. En total, en la selección nacional de Australia en los años 1908-1912 jugó dos partidos interestatales oficiales, anotando tres puntos.

### Águilas
En 1913 fue llamado a las Águilas para un encuentro ante los All Blacks.
En el mismo papel, participó en un torneo de rugby en los Juegos Olímpicos de Verano de 1920 con una mayoría de estudiantes de las universidades de Santa Clara, Berkeley y Stanford . En el partido disputado el 5 de septiembre de 1920 en el Estadio Olímpico, la selección estadounidense derrotó a la favorita francesa por 8-0. Como ocho años antes, fue el único partido de esta competencia, lo que significó que los jugadores de América del Norte ganaran la medalla de oro.
También jugó contra los franceses el 10 de octubre de 1920, lo que significó que jugó tres partidos en la selección nacional de EE . UU. en 1913-1920 sin anotar ningún punto.